# Државни путеви IА реда
Државни путеви IА реда (ауто-путеви) имају укупну дужину од 1602, од чега је изграђено и у употреби 1040 , а гради се још 195 . Према Генералном мастер плану саобраћаја у Србији предвиђено је да сви путеви IА реда буду изграђени у профилу ауто-пута. Такође, предвиђено је и да поједине деонице путева IБ реда у Србији буду надограђене у профил мотопута. Укупна дужина ауто-путева и брзих путева након изградње свих предвиђених путних праваца била би нешто више од 2.710 .
Ауто-путеве одликује сигнализација са зеленом подлогом и белим словима, опште ограничење брзине 130 , постојање зауставне траке, контрола приступа и наплата путарине. За разлику од ауто-путева, брзе путеве одликује сигнализација са плавом подлогом и белим словима, опште ограничење од 100  и непостојање зауставне траке.

## Историја
Ауто-путеви на простору Балкана су почели да се граде у време Југославије. С обзиром на растућу потражњу (транзитни положај Југославије), капацитет друмске мреже са 2×1ом-траком није био довољан. План је тражио повећање капацитета друмске проходности и почела је изградња друмске мреже са најмање 2×2-трака ауто-пута, односно са развијањем потенцијалних магистрала. Важну улогу у овоме је играо прозападни утицај са којим је Београд увек радо чувао свој интегритет и тиме спречавао јачање утицаја осталих комунистичких и социјалистичких земаља источног блока.
Југославија је са овим плановима кренула још у седамдесетим годинама 20. века. Југословенска влада је затражила зајам од ММФ-а који је и добила. Западу је овај југословенски пројекат одговарао из стратешко-политичких разлога, па је тиме уједно било и олакшано добијање зајма. Ауто-путеви су углавном грађени на деловима некадашњег ауто-пута Братство-јединство.
Северно-јужна рута ауто-пута је јачала са слабљењем социјализма, тако да је већ током осамдесетих изграђен део ауто-пута Београд–Нови Сад–Бачка Топола. Овај планирани ауто-пут је првобитно у ствари био само полу-ауто-пут са 1×2 саобраћајне траке и 1×1 зауставном траком, укупно са 3 траке за два смера.
Почетком деведесетих завршен је део овог пута на релацији Бачка Топола–Суботица–Хоргош, али пут се није спојио са остатком пута даље на север на Мађарској граници, који је већ био спреман на релацији Реске–Сегедин–Кечкемет–Будимпешта–Ђер–Хеђешхалом. Овим спајањем би се отворио коридор који би спајао луке Солуна и Истанбула, (Босфора) са средњом и западном Европом.
По првобитном плану Србија је до 1998. године требало да има 420  ауто-путева и 220  полу-ауто-путева. Рат у Југославији и НАТО бомбардовање су били главни узрочници да се ови циљеви не остваре.
Током двехиљадитих почето је са радовима на војвођанској деоници Бачка Топола–Хоргош ауто-пута, део пута у делу Београд–Нови Сад је проширен на 2×2+1 траку и почело је са изградњом београдске заобилазнице која би имала дужину од 69 . Такође започета изградња Ауто-пута А2 односно Ауто-пута „Милош Велики” од Београда до Чачка и даље.
У 2016. години, Србија има 741,46  путева који се рачунају у ову категорију.
У 2021. години, Србија има 926,80  путева који се рачунају у ову категорију.

## Листа ауто-путева
У Србији тренутно постоји 12 оваквих путних праваца обележених ознакама од А1 до А12.

### Ауто-пут А1
Ауто-пут А1 спаја највеће градове у Србији правцем север-југ. Његова траса је ГП Хоргош - Суботица - Нови Сад - Београд - Ниш - ГП Прешево и има дужину од 612 . Овај путни правац је део Коридора 10. Целокупан ауто-пут са обилазницом је завршен у jуну 2023..

### Ауто-пут А2
Ауто-пут А2 је  ауто-пут у изградњи који ће се пружати од Београда до границе са Црном Гором. Тренутно је завршена деоница Сурчин - Паковраће у дужини од 132  пута кроз тежак терен, изграђено је више од 66 мостова и четири тунела, урађено коришћење река, постављено 7,5  ограде за буку...  . Укупна дужина ауто-пута у изградњи је 19км а укупна дужина аутопута је 265км .

### Ауто-пут А3
Ауто-пут А3 пружа се трасом ГП Батровци - Београд. Укупна дужина ауто-пута је око 96км  и он је изграђен целом својом дужином. Ауто-пут представља део Коридора 10.

### Ауто-пут А4
Ауто-пут А4 спаја Ниш са ГП Градина и дуг је 109км и он је изграђен целом својом дужином . Овај путни правац је такође део Коридора 10. 

### Ауто-пут А5
Ауто-пут А5 спаја ауто-путеве А1 и А2 дуж реке Западне Мораве, градове, Крушевац, Краљево и Чачак. Тренутно је у употреби  58км, од Појата до Врнјачке бање, док је остатак у изградњи. Има укупну дужину од 112км .

### Ауто-пут А6
Ауто-пут Нови Сад - Зрењанин- Београд.Аутопут је у изградњи, укуопна дужина 105.4км.

### Ауто-пут А7
Ауто-пут је целом дужином од 17км , од Кузмина до Сремске Раче, у изградњи. Са мостом преко реке Саве, спајаће се с ауто-путем до Бијељине.

### Ауто-пут А8
Новоизграђени ауто-пут спаја Руму и Шабац. Дуг је 25км .

### Ауто-пут А9
Планирани ауто-пут треба да повеже Београд, од петље Бубањ Поток, преко Панчева, до границе с Румунијом.

### Ауто-пут А10
Веза са државним путем А 2 (Пожега) - Севојно - државна граница са Босном и Херцеговином (гранични прелаз Котроман).

### Ауто-пут А11
Северни део Београдске обилазнице, спајаће будући ауто-пут Е70-А9 код Панчева са постојећим Е75-А1, код Батајнице.

### Ауто-пут А12
Будући ауто-пут Ниш-Мердаре-(Приштина), дужине 77 . Тренутно у употреби десна коловозна трака од петље Мерошина, до петље Мерошина исток у дужини од 5,5 .

### Табеларни преглед
| Ауто-пут | Траса                                           | Укупно | Изграђено | %     | У изградњи |
| -------- | ----------------------------------------------- | ------ | --------- | ----- | ---------- |
|          | Хоргош — Београд — Ниш — Прешево                | 612    | 612       | 100%  | 0          |
|          | Београд — Чачак — Сјеница — Бољаре              | 265    | 140       | 053%  | 019        |
|          | Батровци — Шид — Београд                        | 095    | 095       | 100%  |            |
|          | Ниш — Пирот — Димитровград — Градина            | 105    | 105       | 100%  |            |
|          | Појате — Крушевац — Краљево — Прељина           | 112    | 58        | 65%   | 54         |
|          | Нови Сад — Зрењанин — Београд                   | 105    | 0         | 00%   | 68         |
|          | Кузмин — Сремска Рача                           | 017    | 0         | 00%   | 017        |
|          | Рума — Шабац                                    | 025    | 025       | 0100% | 0          |
|          | Бубањ Поток — Панчево — Ватин                   | 097    | 0         | 00%   | 0          |
|          | Пожега — Ужице — Котроман                       | 061    | 0         | 00%   | 0          |
|          | Панчево — Батајница —                           | 31     | 0         | 00%   | 0          |
|          | Мерошина — Прокупље — Куршумлија — Мердаре — R7 | 077    | 05,5      | 07%   | 0          |
| Укупно:  |                                                 | 1602   | 1040      | 065%  | 158        |

1. ↑  28. јуна 2023. г, отворена последња деоница Стражевица — Бубањ поток
2. ↑  У изградњи је деоница Паковраће — Пожега
3. ↑  У изградњи је цела деоница (са мостом преко Саве дужине 1.310m)

## Деонице ауто-путева и брзих путева у изградњи
Напомена: Овде су убројане и деонице за које је само потписан уговор или предуговор за извођење радова.
Ауто-путеви IА
- Паковраће - Пожега 19кн
- Крушевац - Краљево - Прељина 54км  „Моравски коридор”[8]
- Кузмин - Сремска Рача 17  (са мостом преко Саве дужине 1.310m)
- Ниш - Плочник 39,5

- Укупно: 152

Брзи путеви IБ
- Нови Сад - Рума 47,7  (са тунелом кроз Фрушку гору дужине 3,5km)[9]
- Шабац - Лозница 55
- Ваљево - Лајковац 18,3
- Пожаревац - Голубац 67

- Укупно: 188

## Деонице ауто-путева и брзих путева планиране да се граде
Ауто-путеви IА
- Пожега - Сјеница - Граница Црне Горе (ГП Бољаре) 107
- Београд - Зрењанин 68
- Нови Сад - Зрењанин 38
- Плочник - Мердаре 33
- Бубањ Поток - Панчево 22  (ДЕО ОБИЛАЗНИЦЕ ОКО БЕОГРАДА)
- Београд - Вршац- Граница Румуније (ГП Ватин) 97

- Укупно: 365

Брзи путеви IБ
- Пожега - Ужице - Граница Републике Српске (ГП Котроман) 63
- Крагујевац - Мрчајевци - Веза са А5 „Моравским коридором” 35
- Пожаревац - Неготин - Граница Бугарске (ГП Мокрање) 140
- Параћин - Зајечар - Граница Бугарске (ГП Вршка Чука) 82
- Граница Мађарске (ГП Бачки Брег) - Сомбор - Кула - Врбас - Србобран - Бечеј - Кикинда - Граница Румуније (ГП Српска Црња) 185km
- Брза саобраћајница „Вожд Карађорђе” - по деоницама:
  - Деоница 1: Лазаревац (Жупањац) – Аранђеловац  L= 35 .
  - Деоница 2: Мали Пожаревац – Младеновац –Аранђеловац  L= 32 .
  - Деоница 3: Аранђеловац – Топола – Рача – Марковац (веза на аутопут Е-75) L= 60 
  - Деоница 4: Марковац – Свилајнац - Деспотовац  L= 31 
  - Деоница 5: Деспотовац – Бор L= 60

- Укупно: 723